# Christine Boyer
Marie Anne Christine Boyer, née à Saint-Maximin-la-Sainte-Baume le 3 juillet 1771 (fille de
Pierre-André Boyer et de Rosalie Fabre), et morte à Paris le 14 mai 1800, est la première femme de Lucien Bonaparte.
Fille illettrée de l’aubergiste de Lucien, qu’elle épouse le 4 mai 1794, Christine Boyer eut avec lui quatre enfants dont deux filles avec descendance :
- Philistine Charlotte Bonaparte née à Saint-Maximin le 22 février 1795, morte à Rome le 6 mai 1865, princesse française et altesse impériale (1815)[réf. nécessaire], princesse Bonaparte et altesse (1853)[1], mariée en 1815 à Mario prince Gabrielli (1773-1841), puis en 1842 au chevalier Settimio Centamori,
- un fils né et mort en 1796,
- Victoire née et morte en 1797,
- Christine-Égypta Bonaparte née à Paris le 19 octobre 1798, morte à Rome le 19 mai 1847, princesse française et altesse impériale (1815)[réf. nécessaire], mariée en 1818 à Arvid comte Posse, chambellan à la cour de Suède puis en 1824 à Lord Dudley Coutts Stuart, député à la Chambre des communes[2].

Elle est, par ailleurs, la tante maternelle d'Antoine Gasson, receveur général des finances, gendre du maréchal Bugeaud,. Christine Boyer meurt au château du Plessis-Chamant d'une maladie pulmonaire, alors qu'elle était enceinte d'un troisième enfant.